# Bridgeoporus
Bridgeoporus é um gênero fúngico da família Polyporaceae. Um gênero monotípico, contém a única espécie de poliporo Bridgeoporus nobilissimus, descrita pela primeira vez em 1949. Conhecido popularmente em inglês como noble polypore ou fuzzy Sandozi, esse fungo produz grandes corpos frutíferos (ou esporocarpos) que podem pesar até 130 kg. A superfície superior do corpo frutífero tem uma textura felpuda ou fibrosa, frequentemente sustentando o crescimento de algas, briófitas ou plantas vasculares.
Essa espécie é encontrada na região do noroeste do Pacífico da América do Norte, onde cresce em espécimes grandes (com pelo menos 1 m de diâmetro) de Abies procera [en], Abies amabilis ou Tsuga heterophylla. Bridgeoporus nobilissimus causa podridão em suas árvores hospedeiras. Análises genéticas mostram que o fungo é mais prevalente do que a distribuição de seus corpos frutíferos indica.

## Taxonomia
Bridgeoporus nobilissimus foi nomeado em homenagem a William Bridge Cooke [en], que originalmente descreveu a espécie como Oxyporus nobilissimus em 1949. O fungo foi descoberto no condado de Clackamas, Oregon, em 1943, pelos irmãos Ali e Fred Sandoz. Silvicultores chamavam a espécie de Fomes fuzzii-sandozii, referindo-se aos coletores e à textura felpuda da superfície do esporocarpo. Várias coletas foram feitas em Oregon e Washington nos anos seguintes. Um grande espécime foi coletado no condado de Lewis, Washington, em 1946, pesando cerca de 136 kg e medindo 142 cm por 94 cm. Cooke tomou conhecimento do fungo em 1948, enquanto visitava Daniel Elliot Stuntz [en], que mantinha um dos grandes corpos frutíferos coletados anteriormente por ele e Alexander H. Smith no Parque Nacional do Monte Rainier. Esse corpo frutífero serviu como a coleção-tipo.
As espécies do gênero Oxyporus [en] causam podridão em suas árvores hospedeiras. Cooke colocou o fungo nesse gênero apesar de não saber definitivamente que tipo de podridão ele causava; ele o considerava próximo de Oxyporus populinus [en]. Em 1955, o especialista em poliporos Josiah Lincoln Lowe [en] transferiu O. nobilissimus para Fomes, antes que o conceito desse gênero fosse restrito. Em 1996, o novo gênero Bridgeoporus foi circunscrito por Harold Burdsall, Tom Volk e Joseph Ammirati para acomodar essa espécie, corrigindo incompatibilidades com as colocações em Fomes e Oxyporus. Em particular, o gênero Oxyporus apresenta verdadeiros cistídios originados do sub-himênio (as hifas de suporte sob o himênio), enquanto B. nobilissimus possui pseudocistídios (estruturas estéreis que surgem profundamente no sub-himênio e se projetam no himênio).
Análises filogenéticas de sequências de DNA ribossômico da subunidade pequena mitocondrial sugerem que B. nobilissimus é estreitamente relacionado aos gêneros Oxyporus e Schizopora. O clado inclui espécies de fungos lignolíticos anteriormente classificados em várias famílias, como Corticiaceae [en], Polyporaceae e Stereaceae [en].

## Descrição

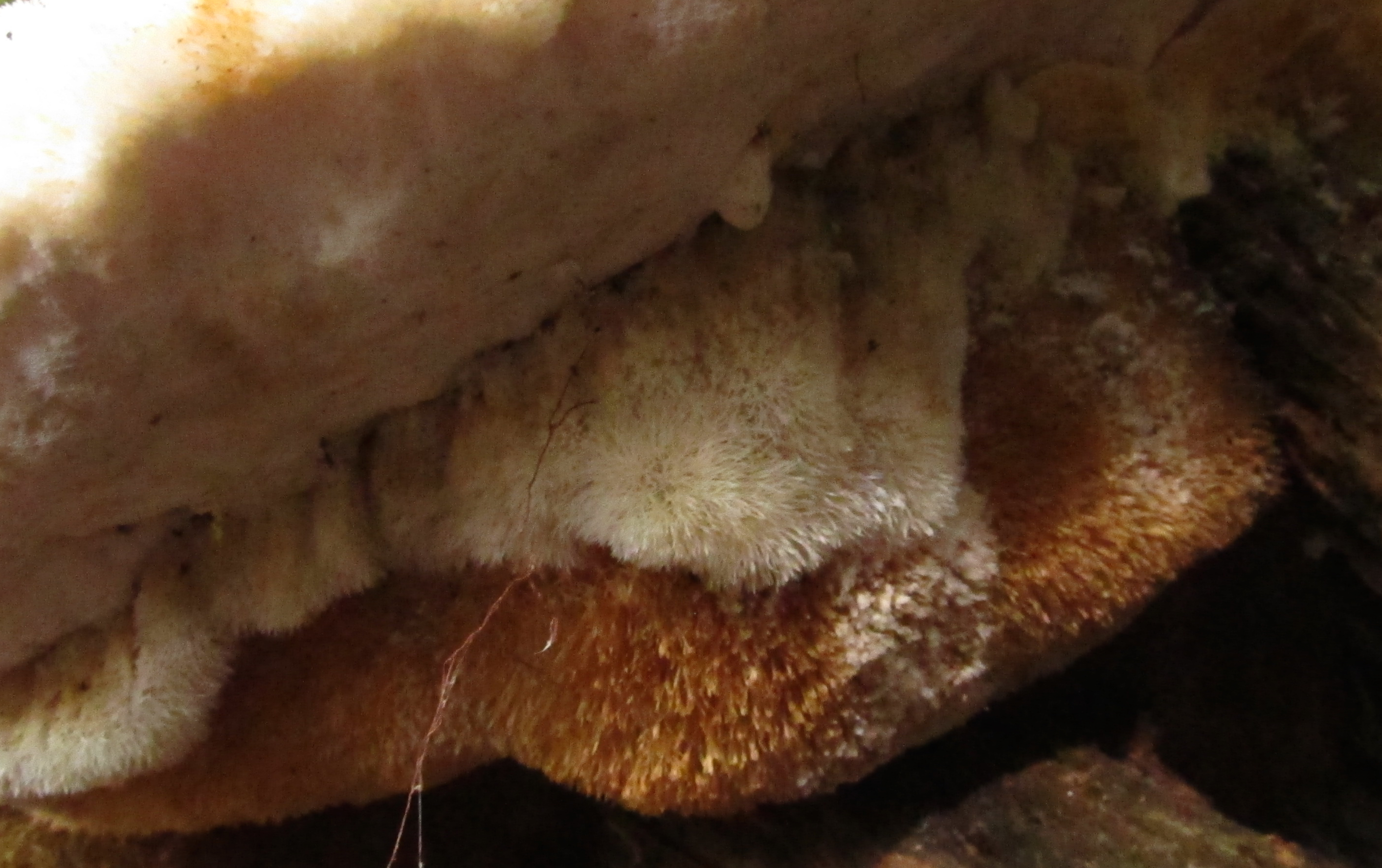
Detalhe da superfície "felpuda" do esporocarpo

Bridgeoporus nobilissimus possui corpos frutíferos perenes, imbricados e sésseis, medindo 30 a 140 cm por 25 a 95 cm por 30 a 100 cm. De 1966 a 1990, essa espécie foi considerada o maior fungo poroso no Guinness World Records. Três formas de corpos frutíferos estão associadas ao fungo, dependendo principalmente da localização da frutificação na árvore hospedeira: esporocarpos em forma de casco ou prateleira localizam-se nas laterais dos hospedeiros; esporocarpos curtos, com topo oblongo e superfícies de poros afuniladas, ocorrem nas raízes principais do hospedeiro; e esporocarpos centralmente cônicos são encontrados no topo de tocos. A superfície do píleo de corpos frutíferos jovens é coberta por uma densa camada de fibras miceliais brancas (com até alguns milímetros de comprimento), que com a idade escurecem e frequentemente se grudam nas pontas. Embora a superfície seja tipicamente marrom ou mais escura, pode parecer verde devido a associações epífitas com algas, como espécies de Coccomyxa [en] ou Charicium. Briófitas ou, às vezes, plantas vasculares crescem na superfície superior do esporocarpo. A textura do corpo frutífero é fibrosa, elástica e resistente quando fresco, mas torna-se dura e quebradiça quando seca. Os poros na parte inferior do corpo frutífero são redondos, com cerca de 2 por mm. Os tubos que formam os poros se tornam estratificados, sobrepondo-se com cada ano de crescimento. Há uma camada estéril de 2 a 3 mm de espessura entre as camadas de poros, e as camadas de tubos maduros têm 2 a 7 mm de comprimento.
Microscopicamente, B. nobilissimus é caracterizado por hifas com septo, pseudocistídios originados da trama, hifas densamente comprimidas em feixes (fascículos) na superfície superior do corpo frutífero. As células portadoras de esporos, os basídios, medem 12–18 por 4–10 μm, têm formato de pera e possuem quatro esporos. Os basidiósporos, aproximadamente ovoides, medem 5,5–6,5 por 3,5–4,5 μm, são hialinos, lisos e têm paredes finas.

## Habitat e distribuição
Os corpos frutíferos de Bridgeoporus são encontrados isoladamente ou, às vezes, em camadas sobrepostas em árvores antigas (com diâmetro de 1 a 2 m na altura do peito) de Abies procera e, mais raramente, Abies amabilis ou Tsuga heterophylla. Também foi registrado crescendo em uma árvore da família Sequoioideae. Outras espécies arbóreas frequentemente encontradas nos habitats de B. nobilissimus incluem Pseudotsuga menziesii e Thuja plicata. Arbustos comuns nesses locais incluem Gaultheria shallon [en], Alnus sinuata, rododendro (Rhododendron macrophyllum) e Vaccinium ovalifolium [en].
O fungo foi encontrado na Cordilheira das Cascatas em Washington e Oregon, nas cadeias montanhosas da costa do Pacífico na Península Olímpica, em Washington, e no Parque Nacional de Redwood no norte da Califórnia. Espécimes foram registrados em altitudes de 300 a 1.220 metros. Como o fungo se alimenta de madeira viva e morta, é tanto parasítico quanto saprotrófico. Os corpos frutíferos de B. nobilissimus não ocorrem em troncos caídos ou outras formas de madeira morta sem raízes ou conexão com um sistema radicular. Esporocarpos foram encontrados crescendo nas raízes ainda vivas de uma árvore tombada pelo vento, enquanto um esporocarpo outrora vivo morreu alguns anos após a árvore hospedeira ser desenraizada por outra árvore caída.

## Conservação
As ameaças a Bridgeoporus nobilissimus incluem a extirpação de habitats conhecidos e desconhecidos por exploração madeireira, fogo ou outras perturbações, além de práticas de engenharia florestal que levam à perda de árvores de grande diâmetro de Abies procera e Abies amabilis, bem como tocos de grande diâmetro em florestas gerenciadas. Devido à escassez de árvores hospedeiras maduras, B. nobilissimus foi listado em 1995 como uma espécie em perigo pelo Programa de Patrimônio Natural do Oregon, tornando-se o primeiro fungo a ser listado como ameaçado por qualquer agência pública ou privada nos Estados Unidos. É o único fungo na categoria A das diretrizes de levantamento e manejo para fungos do Plano Florestal do Noroeste, exigindo levantamentos prévios a perturbações e manejo de locais antes do desenvolvimento de áreas conhecidas por abrigar o fungo. Antes de 1998, havia 13 locais conhecidos com o fungo; levantamentos extensivos no noroeste do Pacífico aumentaram esse número para 103 locais até 2006. Embora seja raramente observado, o fungo é mais abundante do que a presença de corpos frutíferos sugere. Usando marcadores genéticos para detectar o micélio do fungo em hospedeiros, pesquisadores descobriram que B. nobilissimus estava presente em níveis baixos a moderados e amplamente distribuído em povoamentos florestais com pelo menos um corpo frutífero visível. Ele foi detectado em árvores de todos os tamanhos e em espécies não previamente consideradas hospedeiras. B. nobilissimus pode exigir décadas de crescimento micelial em seu hospedeiro antes de iniciar a produção de corpos frutíferos. O fungo não foi cultivado com sucesso in vitro apesar de várias tentativas.